# تشن غوي
تشن غوي هو سياسي صيني، ولد في أكتوبر 1956 في Zhuolu County ‏ في الصين. نشط حزبياً في الحزب الشيوعي الصيني.